# Leatherhead (EP)
Leatherhead è un EP pubblicato dalla band heavy metal tedesca U.D.O.
Il disco, pubblicato l'8 aprile 2011 ha preceduto l'uscita dell'album Rev-Raptor.
Il disco contiene 2 canzoni tratte dall'album ("Leatherhead" e "Rock 'n' Roll Soldiers"), due tratte dal DVD Thundervision ("Free or Rebellion" e "Run!") e i video musicali per le canzoni "Leatherhead" e "Jingle Balls" (quest'ultima è una collaborazione tra gli Evil Disposition, band della EMP mail order, e Udo Dirkschneider)

## Tracce
1. Leatherhead
2. Rock 'n' Roll Soldiers
3. Free or Rebellion
4. Run!
5. Jingle Balls - videoclip
6. Leatherhead - videoclip

## Formazione
- Udo Dirkschneider: voce
- Stefan Kaufmann: chitarra
- Igor Gianola: chitarra
- Fitty Wienhold: basso
- Francesco Jovino: batteria